# Torino 380 W
El Torino 380W es un automóvil de turismo del segmento E, fabricado en Argentina por la montadora Industrias Kaiser Argentina en la década del '60. Este automóvil es una versión del modelo IKA Torino, el cual fue presentado en su momento como la versión más poderosa de la gama. El 380 W fue presentado a finales de 1966 siendo una cupé de chasis autoportante, que presentaba la particularidad de estar equipada con tres carburadores Weber doble boca de 45 mm de diámetro cada uno, los cuales estaban dispuestos en fila y acoplados directamente al motor sin necesidad del uso de un múltiple de admisión. Este equipamiento le brindaba al vehículo la capacidad de ejercer una potencia de 176 HP, alcanzando una velocidad máxima de casi 200 km/h con un consumo a 100 km/h de 7  km/litro , aunque al mismo tiempo presentó algunas controversias sobre la fiabilidad del uso de los mismos y sobre su consumo, en una época en la que comenzaba a sucederse una fuerte crisis en el sector energético. Su motor era un seis cilindros en línea Tornado Superpower de 230 pulgadas cúbicas (3770 cm3) y cuatro bancadas. Fue fabricado hasta el año 1970 cuando fue reemplazado por el Torino GS, modelo que más allá de continuar con la filosofía de estar equipado con el sistema de alimentación de tres carburadores, recibió un rediseño en la parte estética y fue dotado de nuevas mejoras que aumentaron sus prestaciones, al punto de alcanzar los 215 HP de potencia y superar la barrera de los 200 km/h.
Esta versión del Torino fue utilizada en su año de presentación por el Automóvil Club Argentino para presentar un equipo oficial en la competencia de resistencia de Le Marathon de la Route, donde si bien el coche argentino llegó primero (fue el que más recorrido hizo en los tres días y medio que duró la prueba), fue relegado al cuarto lugar por una penalización.

## Historia

### Previa
Tras haber sido lanzada con éxito la línea Rambler en Argentina, desde Industrias Kaiser Argentina se buscó la forma de ofrecer al público un modelo más accesible y que despierte interés principalmente en el público joven. Con sus más de 5 metros de longitud, el Rambler Classic resultaba ser un coche que distaba mucho del gusto juvenil y parecía más apuntado hacia un público con mayor poder adquisitivo. Por otra parte, la intención de participar en carreras de automovilismo como medio para publicitar sus productos también comenzó a dar vueltas en los planes de la Kaiser Argentina, sin embargo las enormes dimensiones del Rambler, sumado a su ya añejo motor Continental 226 lo alejaban del ideal de la empresa para llevar a cabo el proyecto, por lo que se comenzó con la búsqueda de un nuevo modelo que reúna tales condiciones.
La respuesta llegó con el lanzamiento el 26 de octubre de 1966 del IKA Torino, modelo que fuera desarrollado a partir del estadounidense Rambler American y al cual se lo dotó de un trabajo de rediseño a cargo del carrocero italiano Pininfarina. Si bien inicialmente este automóvil fue presentado en su versión Torino 300 con carrocería sedán, no pasó mucho tiempo para ser presentada la versión buscada por IKA para incursionar en el automovilismo, ya que el 3 de noviembre de ese mismo año fue presentado el Torino 380, un nuevo modelo que además de estrenar la gama cupé del Torino, llegaba equipado con un impulsor Tornado Superpower de 3770 cm³ con árbol de levas a la cabeza, una rareza mecánica de aquellas épocas ya que las automotrices especialistas en esa clase de motores los fabricaban con árbol de levas lateral y accionamiento de válvulas a través de varillas.
A primera impresión, el Torino 380 sorprendía por sus prestaciones, sin embargo IKA-Renault se propuso agregarle un plus a sus impulsores a fin de generar una versión que supere lo conocido. Fue la génesis del Torino 380W.

### Nace el Torino 380W

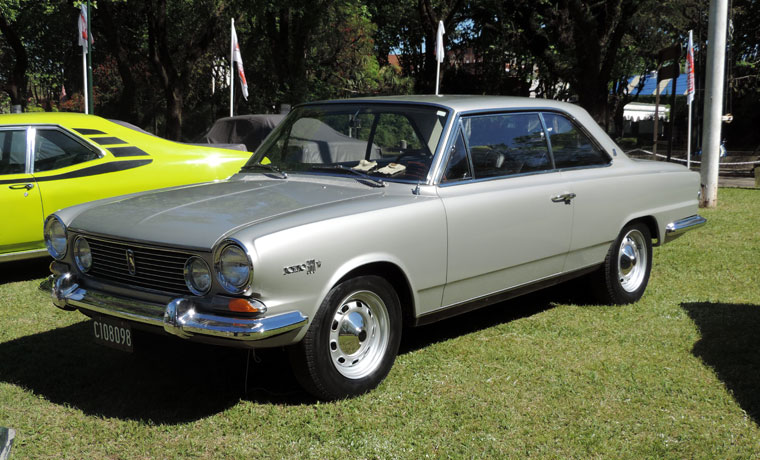
Torino 380W de 1967.

El Torino 380W fue lanzado el 21 de noviembre de 1966, siendo presentado como la versión potenciada del Torino 380. Al igual que su hermano gemelo, estaba basado en la carrocería cupé del modelo IKA Torino lanzado en ese mismo año. Si bien mecánicamente estaban equipados con el mismo motor Tornado Superpower 230 de 3770 cm³, la gran diferencia radicaba en el sistema de alimentación ya que esta versión equipó un sistema compuesto por tres carburadores Weber de doble cuerpo y 45 mm de diámetro cada uno, colocados en posición horizontal. Este sistema le permitía al motor exprimir una potencia de 176 HP a 5000 rpm y alcanzar la velocidad máxima de 199,390 km/h, lo que lo convirtió en la versión más potente producida hasta ese momento.
La nomenclatura con la que fue bautizado este automóvil obedeció a dos factores. El número "380" fue herencia del Torino 380 y hacía alusión a la cilindrada nominal de su motor Tornado, mientras que la letra "W" hacía alusión a los tres carburadores Weber que alimentaban al mismo. Otra cualidad mecánica presentada en este coche, fue la caja de velocidades ZF de cuatro marchas con selectora a gatillo, la cual le daba al modelo su toque deportivo distintivo. Con todas estas cualidades, IKA-Renault se lanzó decididamente al mercado de coches medianos, a la vez de buscar en las carreras de automovilismo un nuevo medio para publicitar su producto.

### La hazaña de Nürburgring

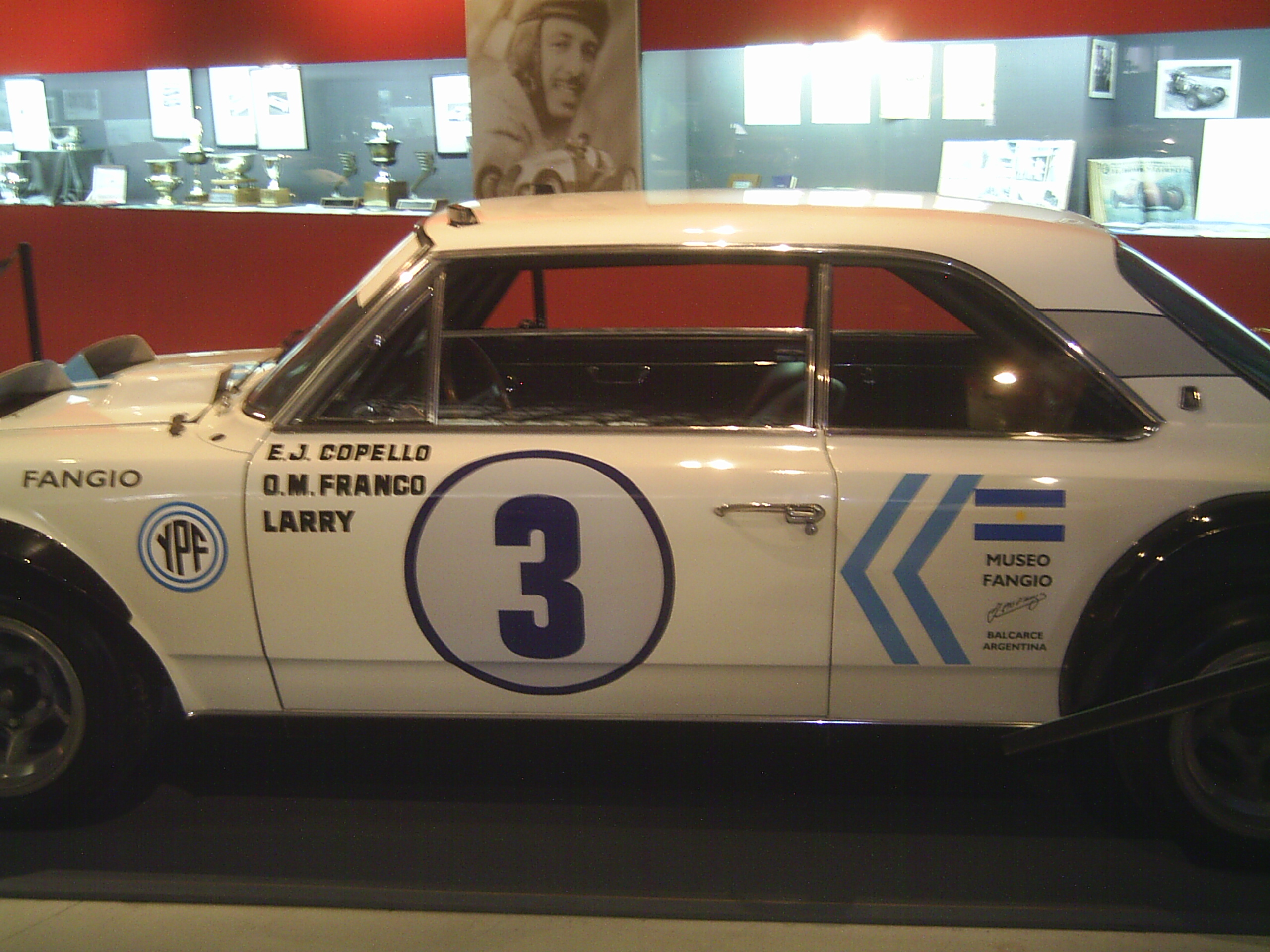
Torino réplica del número 3 en el Museo del Automovilismo

En agosto de 1969, el Automóvil Club Argentino decidió inscribirse en la carrera internacional de resistencia de 84 horas de Nürburgring, en Alemania. Con tal motivo, la entidad madre del automovilismo argentino decidió preparar su escuadra integrada por cuatro unidades Torino 380 W. Este automóvil fabricado en la Argentina y considerado como el más potente del país fue llevado por la delegación bautizada como "La Misión Argentina", para dar una muestra al mundo de las cualidades de la industria nacional. Para la dirección del proyecto, fue puesto en la presidencia del equipo el reconocido quíntuple campeón de Fórmula 1 Juan Manuel Fangio, mientras que la dirección técnica de la escuadra estuvo a cargo del afamado preparador Oreste Berta, reconocido en el ambiente argentino por ser el primer preparador en hacer salir campeona a una marca distinta de las tradicionales Chevrolet y Ford (precisamente, esa marca era Torino).
Para la carrera, participaron tres Cupé 380W y un muleto, a las cuales se les modificó el sistema de apertura de capó, como así también la mencionada cobertura, ya que las bisagras de apertura fueron removidas de su posición original, siendo llevadas a la punta de la trompa, con fines técnicos, como por ejemplo evitar una apertura accidental del capó hacia el parabrisas por acción del viento. Al mismo tiempo, el original capó de metal fue reemplazado por una imitación hecha en fibra plástica, lo que le daba aún más agilidad al coche gracias a la pérdida de peso que le otorgaba.
Los tres automóviles recibieron por parte de las autoridades, los números 1, 2 y 3. Esa numeración le fue asignada por gestión de Juan Manuel Fangio, que gozaba de una influencia enorme en Europa. Representaba una ventaja porque, en la cantidad enorme de boxes que había, eran los más fáciles de ubicar por los pilotos para recibir instrucciones en carrera. 
Cada Torino presentó una tripulación de tres pilotos. Dichas tripulaciones estaban compuestas por:
- Torino n.º 1: Luis Rubén Di Palma, Oscar Fangio y Carmelo Galbato;
- Torino n.º 2: Eduardo Rodríguez Canedo, Jorge Cupeiro y Gastón Perkins;
- Torino n.º 3: Larry Rodríguez Larreta, Eduardo Copello, Oscar Mauricio Franco.

Néstor García Veiga integró el equipo como piloto suplente.
Si bien el número 3 no ganó el evento por una infracción al reglamento (superó tiempo de permanencia en boxes), su actuación como el vehículo que más vueltas realizó en el difícil trazado se considera una epopeya en el automovilismo de Argentina.
Esta actuación fue motivo de tributo por parte de sus entusiastas seguidores, quienes hasta el día de hoy lo veneran como objeto de culto, llegando a instalarse también dentro del folclore nacional.

## Fichas técnicas
| Modelos           | Torino 380W                          | Torino 380W TM                       | Torino 380W TC                       |
| ----------------- | ------------------------------------ | ------------------------------------ | ------------------------------------ |
| Valores           |                                      |                                      |                                      |
| Período           | 1966-1970                            | Desarrollos deportivos               | Desarrollos deportivos               |
| Carrocería        | Cupé autoportante 2 puertas          | Cupé autoportante 2 puertas          | Cupé autoportante 2 puertas          |
| Motorización      | Tornado Superpower 230 4 bancadas I6 | Tornado Superpower 230 4 bancadas I6 | Tornado Superpower 230 4 bancadas I6 |
| Tipo de motor     | Motor SOHC de 6 cilindros en línea   | Motor SOHC de 6 cilindros en línea   | Motor SOHC de 6 cilindros en línea   |
| Alimentación      | 3 Carburadores Weber 45 DCOE-17      | 3 Carburadores Weber 45 DCOE-17      | 3 Carburadores Weber 45 DCOE-17      |
| Combustible       | Nafta Súper                          | Nafta Súper                          | Nafta Súper                          |
| Cilindrada        | 3770 cm³                             | 3770 cm³                             | 3770 cm³                             |
| Tracción          | Trasera                              | Trasera                              | Trasera                              |
| Potencia          | 176 HP a 5000 rpm                    | 218 HP a 5000 rpm                    | 248 HP a 5000 rpm 250 HP a 5200 rpm  |
| Rel. Compresión   | 7,5:1                                | 9,5:1                                | 10:1 10,5:1                          |
| Transmisión       | Caja manual de 4 velocidades y M.A.  | Caja manual de 4 velocidades y M.A.  | Caja manual de 4 velocidades y M.A.  |
| Largo             | 4725 mm                              | 4725 mm                              | 4725 mm                              |
| Ancho             | 1778 mm                              | 1778 mm                              | 1778 mm                              |
| Alto              | 1410 mm                              | 1410 mm                              | 1410 mm                              |
| Batalla           | 2723 mm                              | 2723 mm                              | 2723 mm                              |
| Trocha Delantera  | 1440 mm                              | 1440 mm                              | 1440 mm                              |
| Trocha Trasera    | 1432 mm                              | 1432 mm                              | 1432 mm                              |
| Frenos Delanteros | Discos ventilados                    | Discos ventilados                    | Discos ventilados                    |
| Frenos Traseros   | Tambor                               | Tambor                               | Tambor                               |

- [12]